# Sascha Heyna
 (janvier 2019).
 (janvier 2019).
Si vous disposez d'ouvrages ou d'articles de référence ou si vous connaissez des sites web de qualité traitant du thème abordé ici, merci de compléter l'article en donnant les références utiles à sa vérifiabilité et en les liant à la section « Notes et références ».
Sascha Heyna, né le 11 juin 1975 à Roth, est un chanteur, présentateur de télévision et journaliste allemand.

## Biographie
Sascha Heyna a suivi une formation de radio et journaliste de télévision à Lindau en 1994, pour la radio Genn FM à Augsbourg. 
En mai 1995, il commence en tant que pigiste pour la station régionale Radio 7 melody à Biberach. 
En 1996, il est présentateur d'un talk-show, diffusé le dimanche matin sur la chaîne de télévision Wunderfitz Heyna. En juillet 1998, il effectue un stage à la station de télévision locale B.TV Bade-Wurtemberg à Stuttgart. Il y est membre du bureau de presse et accueille également la télévision B-TV Wetter et B-TV Talk. En avril 1999, il a été récompensé du Prix des médias de l'État du Bade-Wurtemberg pour son rapport sur le magicien français Lary Dani.
Un mois plus tard, Sascha Heyna travaille en tant que producteur indépendant dans le bureau de presse Liersch à Paris pour la journaliste Antonia Rados de RTL. Il travaille ensuite pour la chaîne de télévision allemande Das Erste (Morgenmagazin), ZDF (Leute Heute), Sat.1 (News, Blitz) et RTL (Exklusiv, Punkt 12), et la chaîne britannique Channel 4. Parmi les personnes qu'il a interrogées, on retrouve Karl Lagerfeld, Madonna, Cindy Crawford et David Bowie. 
En 2000, Sascha Heyna travaille comme rédacteur au Schwartzkopff TV Productions à Hambourg, et plus tard comme directeur du talk-show quotidien ProSieben Andreas Tuerck.
Depuis juin 2001, il fait partie de l'équipe de présentateurs de l'antenne de Düsseldorf de QVC, une chaîne de télé-achat. Il anime des émissions en direct dans divers domaines tels que la mode, l'alimentaire et la cosmétique. 
Entre 2001 et 2003, Sascha Heyna est également présentateur du télé-achat Techniquement voyager à l'étranger. 

## Discographie
Albums
- 2008 : Himmelszelt
- 2009 : Los Jetzt!
- 2011 : Saschas Starparade

Singles
- 2011 : Und ich glaub an Wunder